# Miguel Alatorre
Miguel Alatorre, auch bekannt unter dem Spitznamen Venado (span. für Hirsch), war ein mexikanischer Fußballspieler.

## Leben
Miguel Alatorre spielte zu Beginn seiner Laufbahn für den in Guadalajara ansässigen Club Nacional in der Liga de Occidente.
Zur Saison 1922/23 wechselte er zum Militärsportverein Guerra y Marina. Nachdem die ein Jahr später unter der Bezeichnung Son-Sin spielende Mannschaft durch den vorübergehenden Weggang ihres Initiators Oberst Aguirre (der inzwischen zum General befördert wurde) auseinandergefallen war, schloss Alatorre sich 1924 dem Club Deportivo Guadalajara an und spielte aufgrund seiner guten Leistungen bald auch in der Auswahlmannschaft von Jalisco, die 1926 und 1928 einige Freundschaftsspiele gegen Vereine aus der Hauptstadt absolvierte. Als General Aguirre zurück in der Hauptstadt war, reaktivierte er sein Fußballprojekt unter dem neuen Namen Club Deportivo Marte, holte viele frühere Spieler zurück und ergänzte sie durch einige Talente aus der Auswahlmannschaft von Jalisco; auch „Venada“ Alatorre gehörte zu diesem Personenkreis. Auf diese Weise stellte Aguirre eine starke Mannschaft zusammen, die bei Aufnahme in die Hauptstadtliga 1928 auf Anhieb die Meisterschaft der Saison 1928/29 gewann.
Anfang der 1930er Jahre spielte Alatorre noch beim Club Leonés, der nur zwei Jahre (von 1931 bis 1933) in der Hauptstadtliga vertreten war.

## Erfolge
- Mexikanischer Meister: 1928/29